# Ádeni-öböl
Az Ádeni-öböl (arabul خليج عدن, szomáliul Gacanka Cadmeed) az Arab-tenger öble, Jemen, az Arab-félsziget déli partvidéke és Szomália, Afrika szarva között helyezkedik el. Északnyugaton nagyjából 20 km-es szélességben köti össze a Bab-el-Mandeb-szoros a Vörös-tengerrel. Nevét a jemeni Áden városáról kapta.
Az Ádeni-öblön fontos hajózási útvonal fut végig, ugyanis a Földközi-tengerről a Szuezi-csatornán, a Vörös-tengeren és az öblön keresztül visz az út az Arab-tengerre és az Indiai-óceánra. Évenként 21 000 hajó halad át rajta. Az öböl különösen ismert még a nagymértékű kalózkodásról is.

## Földrajza
A Nemzetközi Vízrajzi Társaság meghatározása szerint az öböl nyugati határát a Ras Syan-félsziget képezi, míg keleten a szomáliai Guardafui-fok a határ.
Vizének hőmérséklete 15 és 28 °C között alakul az év folyamán. A hőmérséklet az évszakoktól és különösen a monszuntól is függ. Az öböl átlagos mélysége 500 méter, de legmélyebb pontja eléri a 2700-at is.

## Fordítás
Ez a szócikk részben vagy egészben  a   Gulf of Aden című angol Wikipédia-szócikk fordításán alapul.  Az eredeti cikk szerkesztőit annak laptörténete sorolja fel. Ez a jelzés csupán a megfogalmazás eredetét és a szerzői jogokat jelzi, nem szolgál a cikkben szereplő információk forrásmegjelöléseként.